# Línea 114 (EMT Madrid)
La línea 114 de la EMT de Madrid une el intercambiador de Avenida de América con el Barrio del Aeropuerto (distrito de Barajas).

## Características
Esta línea conecta el barrio del Aeropuerto así como el Centro de Carga Aérea del Aeropuerto de Madrid-Barajas con la Alameda de Osuna y los intercambiadores multimodales de Canillejas y Avenida de América circulando entre ambos por el Polígono Quinta de Los Molinos.
La línea 114 originalmente tenía el itinerario Avenida de América - Barrio Blanco, herencia de una antigua línea periférica. Este itinerario se cambió por el actual al abrirse al público la terminal subterránea de autobuses de la estación de Avenida de América, ubicándose en ella la nueva cabecera y llevando la línea hasta el barrio del Aeropuerto.

### Frecuencias
| Lunes a viernes laborables |               |
| De 6:00 a 7:00             | 8-14 minutos  |
| De 7:00 a 21:00            | 5-12 minutos  |
| De 21:00 a 23:00           | 12-20 minutos |
| Sábados laborables         |               |
| De 6:00 a 8:00             | 24-33 minutos |
| De 8:00 a 22:00            | 24-27 minutos |
| De 22:00 a 23:00           | 25-30 minutos |
| Domingos y festivos        |               |
| De 7:00 a 9:00             | 25-35 minutos |
| De 9:00 a 22:00            | 25-27 minutos |
| De 22:00 a 23:00           | 26-30 minutos |

## Recorrido y paradas

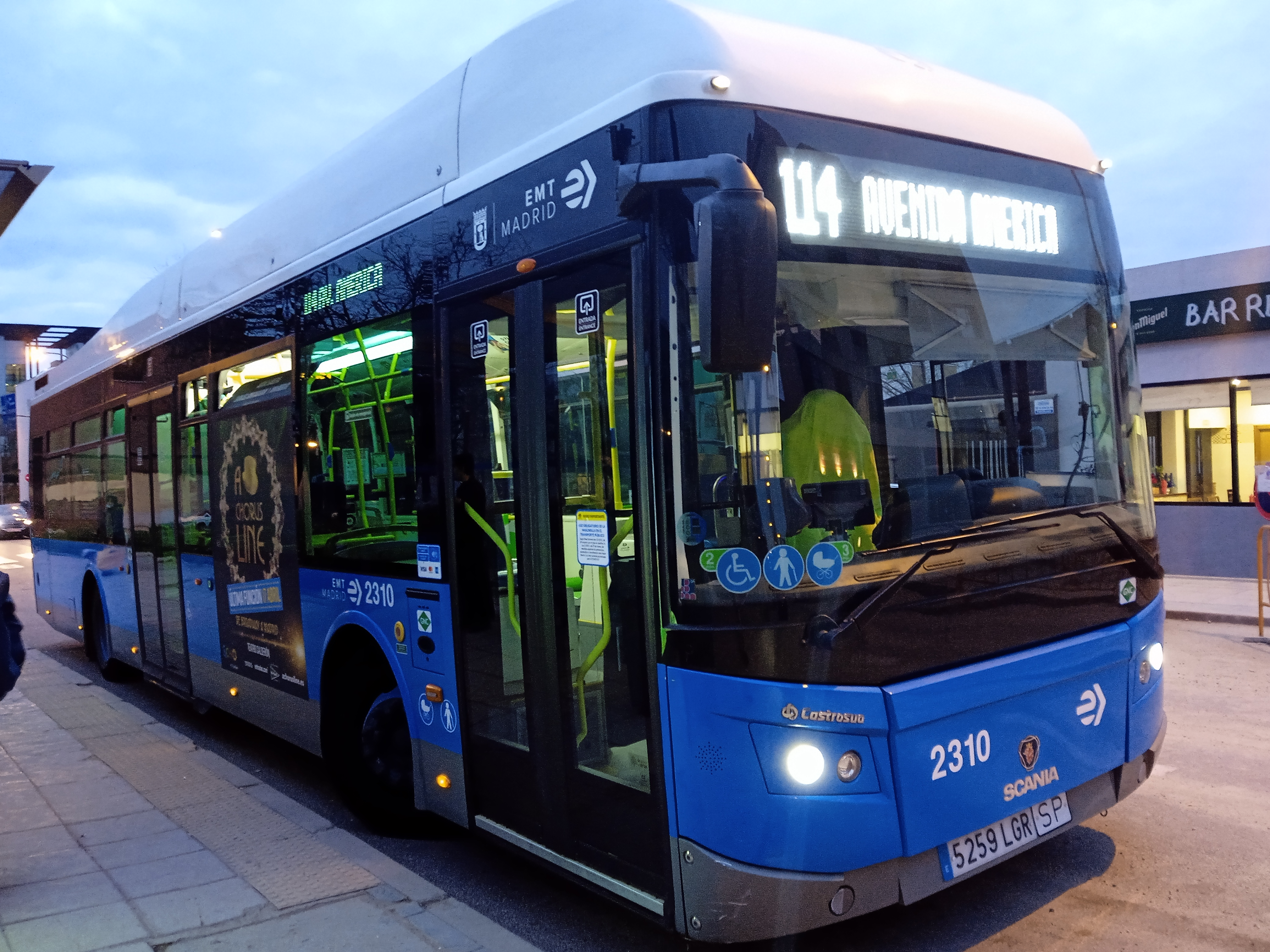
Autobús de la línea en 2022

### Sentido Barrio del Aeropuerto
La línea inicia su recorrido en la dársena 13 de la terminal subterránea de autobuses de la estación de Avenida de América. Aquí tienen también su cabecera las líneas 115, 122 y 200, existe correspondencia con cuatro líneas de Metro de Madrid y tienen su cabecera varias líneas interurbanas que circulan por el corredor de la A-2.
Desde este lugar sale por la A-2, que recorre hasta la primera salida de la autovía tras atravesar sobre un puente la M-30, entrando en la calle Agastia, que abandona enseguida girando a la izquierda por la calle Hernández de Tejada. Recorre esta calle entera, siguiendo al final de frente por la calle Josefa Valcárcel, que recorre hasta la intersección con la calle Juan Rizzi. Por esta última circula girando a la derecha y desemboca en la calle Juan Ignacio Luca de Tena, por la que atraviesa el Polígono Quinta de Los Molinos hasta llegar a la Glorieta de Ricardo Velázquez Bosco. En esta glorieta sale por la calle Marquesado de Santa Marta.
Recorre entera la calle Marquesado de Santa Marta y desemboca de nuevo en la calle Josefa Valcárcel, por la que circula en paralelo a la A-2. Abandona esta calle al llegar a la intersección con la calle Gutiérrez Canales, cruzando por el puente situado al final de la calle Gutiérrez Canales sobre la A-2.
A continuación, la línea circula por la calle Guadalajara hasta la primera intersección, donde gira a la derecha para circular por la calle Vizconde Uzqueta, que recorre hasta llegar a la Glorieta de Medusa, donde gira a la derecha para circular por la calle Luis de la Mata, al final de la cual gira a la izquierda circulando por la vía de servicio de la A-2.
Circula por la vía de servicio de la A-2 pasando el nudo de Canillejas hasta que llega a la intersección con la calle Obenque, que toma girando a la izquierda y entrando en el barrio de la Alameda de Osuna. Recorre esta calle entera girando al final a la derecha para circular por la calle de la Canoa hasta llegar a la Plaza del Mar. En esta plaza sale por la Avenida de Cantabria, que recorre hasta la Plaza del Navío, donde toma la calle de la Carabela, girando poco después a la izquierda por la calle del Galeón, que recorre hasta el final girando a la derecha por la calle del Bergantín, por la que sale a la Avenida de la Hispanidad. Por esta avenida se dirige hacia el barrio del Aeropuerto, cruzando sobre la autovía M-14, al otro lado de la cual se dirige hacia la terminal de carga del Aeropuerto de Madrid-Barajas.
La línea circula junto al centro de carga aérea por la Avenida Central, al final de la cual gira a la derecha por la calle 5 Sur desembocando en la Cañada Real de Merinas. Por esta vía llega al barrio del Aeropuerto, entrando en el mismo por la calle Trespaderne, que recorre hasta el final, donde gira a la izquierda por la calle Medina de Pomar. Recorre esta calle entera, girando de nuevo a la izquierda al final por la calle Salinas del Rocío, al final de la cual de nuevo gira a la izquierda para tomar la calle Trespaderne, donde tiene su cabecera.
| Código | Parada                                           | Común con   | Conexiones con Metro | Otros |
| ------ | ------------------------------------------------ | ----------- | -------------------- | ----- |
| 4246   | AVENIDA DE AMÉRICA (intercambiador - dársena 13) |             | Avenida de América   |       |
| 2123   | Hernández de Tejada                              | 11          |                      |       |
| 3500   | Arturo Soria-Josefa Valcárcel                    |             |                      |       |
| 3108   | Josefa Valcárlcel-General Aranaz                 |             |                      |       |
| 3563   | Josefa Valcárcel-INE                             | 115         |                      |       |
| 3110   | Josefa Valcárcel-Juan Rizi                       |             |                      |       |
| 3111   | Diario ABC                                       | 146         |                      |       |
| 3113   | Juan Ignacio Luca de Tena-Juana I                | 146         |                      |       |
| 3116   | Juan Ignacio Luca de Tena-Botánico               | 146         |                      |       |
| 4434   | Los Molinos                                      | 146         |                      |       |
| 4818   | Marquesado Santa Marta-R. Velázquez Bosco        |             |                      |       |
| 3119   | Marquesado de Santa Marta                        |             |                      |       |
| 5317   | Josefa Valcárcel-Gutiérrez Canales               | 115         |                      |       |
| 1289   | Glorieta de la Medusa                            | 105 115     |                      |       |
| 1292   | Canillejas                                       | 115         | Canillejas           |       |
| 1294   | Avenida de América-Instituto Barajas             | 115         |                      |       |
| 1296   | Avenida de América-Ciudad Pegaso                 | 115         |                      |       |
| 4953   | Obenque-Velero                                   |             | El Capricho          |       |
| 4955   | Balandro-Canoa                                   |             |                      |       |
| 4956   | Plaza del Mar                                    |             |                      |       |
| 5331   | Avenida de Cantabria                             | 112 115     |                      |       |
| 1302   | Plaza del Navío                                  | 112 115 166 |                      |       |
| 3121   | Galeón-Carabela                                  | 101 166     |                      |       |
| 3122   | Galeón-Bergatín                                  |             |                      |       |
| 3537   | Centro de Carga Aérea                            | 101         |                      |       |
| 4376   | Centro de Carga Aérea 1                          | 822 824     |                      |       |
| 4378   | Centro de Carga Aérea 2                          | 822 824     |                      |       |
| 4380   | Centro de Carga Aérea 4                          | 822 824     |                      |       |
| 3636   | Cañada Real de Merinas                           | 112         |                      |       |
| 5390   | Medina de Pomar                                  | 112 166     |                      |       |
| 2969   | BARRIO AEROPUERTO (C/ Trespaderne)               | 112         |                      |       |

### Sentido Avenida de América
La línea empieza su recorrido en la calle Trespaderne, por la cual sale a la Cañada Real de Merinas saliendo por ella del barrio del Aeropuerto en dirección al Centro de Carga Aérea del Aeropuerto de Madrid-Barajas, que atraviesa por la Avenida Central, saliendo al final de ésta a la Avenida de la Hispanidad.
A partir de aquí el recorrido de vuelta es igual al de ida pero en sentido contrario hasta entrar en la Alameda de Osuna, donde la línea recorre entera la Avenida de Cantabria en lugar de circular por las calles de la Carabela y del Galeón, y saliendo de la Plaza del Mar circula por la calle Batel en vez de la calle de la Canoa.
De nuevo el recorrido de vuelta es igual al de ida hasta pasar el nudo de Canillejas, momento en que la línea circula por la vía de servicio de la A-2, sale a la autovía y de inmediato se desvía para tomar la calle de las Peonías, y al final de ésta, gira en la Glorieta del Yucatán para cruzar por el Puente Felipe Juvara sobre la A-2.
Al otro lado del puente llega a la Glorieta de Ricardo Velázquez Bosco, saliendo de la misma por la calle de Juan Ignacio Luca de Tena, que recorre entera siguiendo de frente por la calle de Telémaco y su continuación, la calle de Angelita Cavero, al final de la cual sale a la calle de Arturo Soria girando a la derecha. Circula brevemente por esta calle hasta la intersección con la calle Emilio Vargas, saliendo por ésta a la A-2.
De nuevo el recorrido de vuelta es igual al de ida pero en sentido contrario hasta llegar a la cabecera.
| Código | Parada                                           | Común con           | Conexiones con Metro | Otros |
| ------ | ------------------------------------------------ | ------------------- | -------------------- | ----- |
| 2969   | BARRIO AEROPUERTO (C/ Trespaderne)               | 112                 |                      |       |
| 4379   | Centro de Carga Aérea 3                          | 822 824             |                      |       |
| 4377   | Centro de Carga Aérea 2                          | 822 824             |                      |       |
| 4375   | Centro de Carga Aérea 1                          | 822 824             |                      |       |
| 2971   | Galeón-Bergatín                                  |                     |                      |       |
| 2972   | Plaza de la Goleta                               |                     |                      |       |
| 2973   | Avenida de Cantabria-Bergatín                    |                     |                      |       |
| 2974   | Avenida de Cantabria-Centro de Salud             | 112 115 151         |                      |       |
| 1303   | Plaza del Navío                                  | 112 115 151         |                      |       |
| 4957   | Plaza del Mar                                    |                     |                      |       |
| 4958   | Balandro-Canoa                                   |                     |                      |       |
| 4954   | Obenque-Velero                                   |                     | El Capricho          |       |
| 1297   | Avenida de América-Ciudad Pegaso                 | 101 115 151         |                      |       |
| 1295   | Avenida de América-Instituto Barajas             | 101 115 151         |                      |       |
| 1293   | Canillejas                                       | 101 105 115 151 200 | Canillejas           |       |
| 5348   | Glorieta del Yucatán                             |                     |                      |       |
| 4435   | Los Molinos                                      | 146                 |                      |       |
| 3115   | Juan Ignacio Luca de Tena-Botánico               | 146                 |                      |       |
| 3114   | Juan Ignacio Luca de Tena-Juana I-Juana I        | 146                 |                      |       |
| 3112   | Diario ABC                                       | 146                 |                      |       |
| 4879   | Telémaco-INE                                     |                     |                      |       |
| 4878   | Angelita Cavero                                  |                     |                      |       |
| 229    | Arturo Soria-Josefa Valcárcel                    | 21 70               |                      |       |
| 3125   | Nuestra Señora de América                        | 122                 |                      |       |
| 1283   | Avenida de América-Parque Avenidas               | 115                 |                      |       |
| 4770   | Avenida de América-Corazón de María              | 115 122             |                      |       |
| 4246   | AVENIDA DE AMÉRICA (intercambiador - dársena 13) |                     | Avenida de América   |       |

## Galería de imágenes

Mapa de la distribución de dársenas del intercambiador de Avenida de América con la distribución de cabeceras de las líneas de autobuses, entre las que aparece la línea 114.